# Condado de Mendocino
O condado de Mendocino (em inglês:  Mendocino County) é um dos 58 condados do estado americano da Califórnia. Foi fundado em 1850. A sede e cidade mais populosa do condado é Ukiah.

## Geografia
De acordo com o United States Census Bureau, o condado possui uma área de 10 044 km², dos quais 9 081 km² estão cobertos por terra e 963 km² por água.

## Demografia
Segundo o censo nacional de 2010, o condado possui uma população de 87 841 habitantes e uma densidade populacional de 9,6 hab/km². Possui 40 323 residências, que resulta em uma densidade de 4 residências/km².
Das 4 localidades incorporadas no condado, Ukiah é a cidade mais populosa e também a mais densamente povoada, com 16 075 habitantes e densidade populacional de 1 329 hab/km². Point Arena é a cidade menos populosa do condado, com 449 habitantes. Apenas uma cidade possui população superior a 10 mil habitantes.